# John Talbott Donoghue

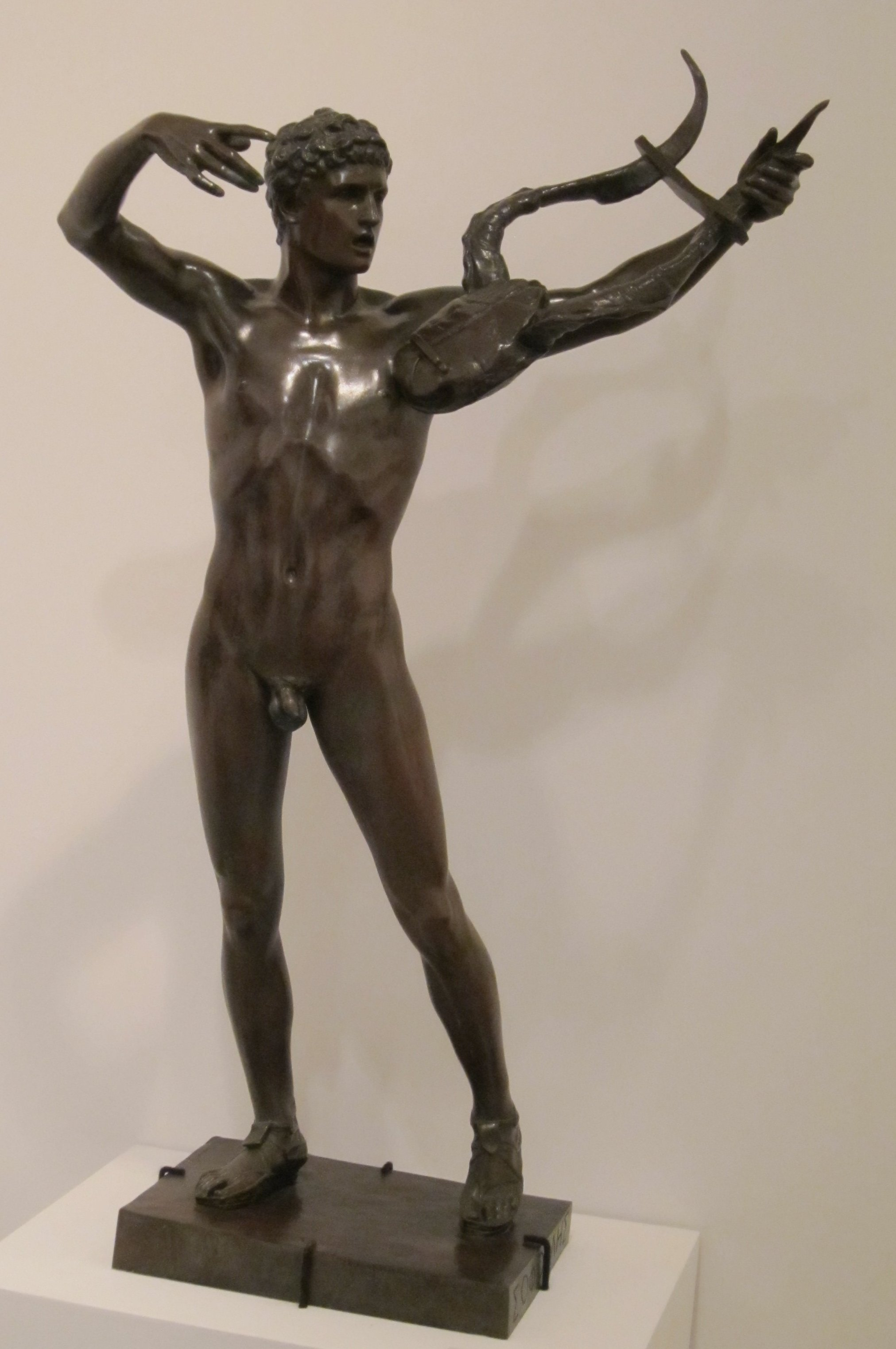
El Joven Sófocles dirigiendo el Coro de la Victoria después de la Batalla de Salamina, c. 1889, Museo de Arte de Honolulu.

John Talbott Donoghue (1853  – 1 de julio de 1903) fue un artista Estadounidense nacido en Chicago. A pesar de que produjo escultura figurativa, bajorrelieves y pinturas, su fama se debe, sobre todo, a un bronce, "El Joven Sófocles". Este bronce fue fundido por primera vez en 1885, pero se sabe que también hubo otras posteriores. Se trata de una escultura del dramaturgo griego Sófocles, completamente desnudo, tocando una lira mientras dirige el coro de la victoria tras la Batalla de Salamina en el 480 AC. John Talbott Donoghue murió el 1 de julio de 1903, en el Lago Whitney, Connecticut.
El Museo de Arte de Honolulu y el Museo Metropolitano de Arte se encuentran entre las colecciones públicas que conservan obras de John Talbott Donoghue. En el lobby principal del Banco de la Reserva Federal de Nueva York se encuentra la copia de El joven Sófocles dirigiendo el coro de la victoria de la Batalla de Salamina del segundo de tales museos, en régimen de préstamo a largo plazo.